# Lennart Elmevik
Bengt Lennart Elmevik, född 2 februari 1936 i Västerås, är en svensk språkforskare och professor emeritus. 

## Biografi
Elmevik avlade filosofie kandidatexamen 1958 och filosofie licentiatexamen 1963. Han blev filosofie doktor i Uppsala 1967 och docent i nordiska språk där 1968. Han innehade 1974–1980 Makarna Heckschers professur i nordiska språk vid Stockholms universitet och blev 1981 professor i nordiska språk vid Uppsala universitet. Han var dekanus för språkvetenskapliga fakulteten 1986-1999.
Elmevik är ordförande i Isländska sällskapet, Svenska kommittén för Atlas Linguarum Europæ, Sveriges professorsförening 1980-83, i Sveriges universitetslärarförbund 1985-86, Adolf Noreen-sällskapet för svensk språk- och stilforskning 1985-90, Språkvetenskapliga sällskapet, Ortnamnssällskapet i Uppsala, nämnden för humanistisk vetenskap inom Konung Gustaf VI Adolfs fond för svensk kultur. Han invaldes 1977 som ledamot av Kungl. Gustaf Adolfs Akademien, där han var preses  2005-2016. Han är ledamot av Kungl. Vetenskapssamhället i Uppsala, Humanistiska Vetenskapssamfundet i Uppsala, Kungl. Vetenskaps-Societeten i Uppsala, Kungl. Vitterhets Historie och Antikvitets Akademien, Det Kongelige Norske Videnskabers Selskab och Agder Vitenskapsakademi.
Elmevik gifte sig 1982 med runologen, filosofie doktor Marit Åhlén, född 1951.